# Palazzo della Cavallerizza
Il Palazzo della Cavallerizza è un edificio storico che si trova in agro del Comune di Sant'Arcangelo (PZ), a tre chilometri dal centro abitato.
In un luogo vicino al greto del fiume Agri si possono ammirare le maestose mura di quello che fu un importante ed originale Palazzo del Medioevo lucano, centro residenziale delle famiglie feudali che lo possedettero e sede di uno degli allevamenti di cavalli più importanti del Sud Italia. Il Palazzo venne edificato dalla famiglia Della Marra da cui passò ai Carafa, poi ai Colonna ed infine alla famiglia Scardaccione, attuale proprietaria.
Il Palazzo della Cavallerizza, in una descrizione di Sant'Arcangelo, che ci perviene da un manoscritto di Mandello di Diano, in una cronaca del XVI secolo viene descritto in questo modo: «...vedesi la terra di S.Archangelo benché fra balze, situata in piano con buone habitationi, e un ordine ben'inteso, si che rassembra più tosto Città, che terra di montagna. .... Il popolo vi è molto numeroso il quale pur della bambagia che raccoglie riceve grande utile, non vi mancando gentilhuomini che agiatamente vivono della rendita loro, dimostrandosi in tutte l'occorrenze cortesi e gentili.  Nella parte più bassa del distretto alla ripa del fiume Acri vedesi un suntuoso edificio chiamato il Palazzo, quivi fabricato dai signori Principi di Stigliano, padroni del luogo per stanza e ricetto della razza de lor cavalli, famosa non pur in questa provincia ma in tutto il regno...».

## Storia
Recenti studi hanno evidenziato che la costruzione del Palazzo risale al XIV secolo, certamente ad opera della famiglia Della Marra giunta da Barletta che in quel periodo iniziò a manifestarsi come una delle famiglie feudali più importanti della Basilicata  giungendo a possedere circa cento feudi.
La storia della Cavallerizza può essere suddivisa in tre periodi.

### Il primo periodo
(XIV secolo) detto "del Viridario" come Viridarium, cioè dimora inserita nel verde, come dimora di campagna, coincide con la costruzione del Palazzo, avvenuta probabilmente ad opera di Eligio I Della Marra.
Eligio Della Marra fu celebre, ai suoi tempi, per ricchezze e magnificenza, ma all'inizio sembra che abbia dovuto molto lottare per venire in possesso dei suoi beni. «Il conte Eligio che visse sotto Re Ferrante il Vecchio (Ferdinando d'Aragona) e i susseguenti Re in sino all'anno 1517 nel quale morì, hebbe per alcun tempo travaglio nel possessio del suo stato occupatogli dal re, perciò che non s'havea voluto lasciar egli condurre à prendere una donna per moglie di nobilissimo sangue, con cui s'havea opinione, che il re havesse havuto non molto onesta pratica, prese per moglie Ciancia Caraciola». Eligio non ebbe figli. Secondo lo storico Scipione Ammirato, dunque, fu per questo atto ammirevole di rispetto verso se stesso che Eligio ebbe contrasto con il Re, non per aver negato il suo contributo di vassallo ad Alfonso il Magnanimo in tempo di guerra.
Eligio fu grande e magnifico signore, e molto ricco e potente. Solo in Basilicata possedeva Aliano, Accettura, Stigliano, Gorgoglione, Alianello, Guardia, Sant'Arcangelo, Roccanova e feudi minori, per i quali pagava ogni anno tributi abbastanza elevati. Con tanti feudi e con le proprietà che aveva ereditato in Napoli dalla madre Polissena della nobile famiglia Sanseverino, Eligio poteva vivere da vero principe e spostarsi a piacere nei vari palazzi dei suoi feudi e dei suoi possedimenti fra la Basilicata  e Napoli, la capitale del Regno, ove tutti i nobili avevano palazzi sontuosi. Abitò, certamente, anche a Sant'Arcangelo, ma non tanto, forse, nel centro abitato quanto in un suo palazzo che, a differenza dei castelli e, in genere, delle dimore nobiliari di quel tempo, non sorgeva sopra un'altura, bensì in basso, nella verde pianura dell'Agri, fra orti, uliveti e vigneti e vastissimi boschi di querce. Questo palazzo, doveva essere enorme: un'antica tradizione, come spesso capitava per le dimore feudali, lo diceva fornito di tante stanze quanti sono i giorni dell'anno. La grande «Cavallerizza» che diverrà celebre in tutto il Regno e oltre, soprattutto con i successori di Eligio: Antonio e Luigi Carafa Della Marra. Forse a questo amore di Eligio per i cavalli si riferisce il bell'affresco trovato nel vicino Monastero di Orsoleo sulla lunetta volta a occidente, in un locale a piano terra, nel corpo avanzato a sinistra della facciata della chiesa: l'unico, con il corrispettivo sulla lunetta di fronte, di soggetto non sacro. In questo dipinto si vedono due grandi cavalli monocromi che dominano il bel paesaggio con fiume, a destra del quale si vedono vari edifici fra cui si può, forse, individuare il convento stesso ancora in costruzione.

### Il secondo periodo
Detto "del Palazzo" che, come si può notare dalla lettura del territorio, vede Palazzo situato più in alto dell'alveo fluviale, così, in seguito alle piene dell'Agri, si creò l'isolotto nel fiume riportato nella cartografia coeva. Quindi la Cavallerizza, famosa il tutto il Regno, fu inserita in varie mappe e carte geografiche dal Cinquecento in poi.
Il palazzo della «Cavallerizza», oltre che molto grande, dovette essere anche molto importante e molto noto, infatti si trova segnato, con il nome «Il Palazzo», in varie carte geografiche delineate dalla fine del Cinquecento a tutto il Settecento: si trova così, con la dicitura "il Palazzo", nell'Atlante di Giovanni Antonio Magini (cartografo del Cinquecento), in un'altra del Jansonium del 1647 della Terra di Bari et Basilicata, ed ancora nell'atlante disegnato alla fine del Cinquecento e stampato, postumo, a Bologna dal figlio Fabio nel 1620; in una carta secentesca di Terra di Bari e Basilicata  tratta dall'Hondius; in un'altra del Blaeu, stampata ad Amsterdam nel 1635; e, finalmente, in una carta della provincia di Basilicata e Terra di Bari, di Domenico De Rossi, stampata a Roma nel 1714. In tutte queste carte geografiche «il Palazzo» è sempre indicato con precisione tutto circondato dalle acque del fiume, deviato, in quel punto, in modo da formare una vera isoletta di una certa estensione. 
La posizione di questa "Isola Bella" lucana può far immaginare la bellezza e la suggestione dell'edificio lambito dalla corrente, in mezzo ad un ampio giardino rinascimentale, circondato da orti, vigne e querceti e di canneti di cui una parte sopravvive sino ad oggi, ricchissima di animali di ogni tipo e dei più svariati uccelli.

### Il terzo periodo
Nel XVI secolo il Palazzo infatti viene arricchito della "carriera" e da un'altra ala, diventando così stazione di una propria razza di equini e delle necessarie strutture necessarie per l'allevamento dei cavalli.
I Della Marra scelsero Sant'Arcangelo, come sede della Cavallerizza perché il territorio poteva offrire, sia un clima salubre e mite, che numerosi pascoli e boschi, il territorio pianeggiante, poi si prestava quale ottima pista di allevamento, oltre alla presenza dell'Agri quale fonte inesauribile d'acqua.
Gli appartamenti degli scudieri e dei cavallerizzi erano situati sopra le scuderie, ancora visibili, e si affacciavano con cinque finestroni sul galoppatoio, a questi si accedeva attraverso una piccola scalinata laterale ancora visibile.
Durante il possesso di sant'Arcangelo da parte della Famiglia Carafa, con il Principe Antonio Carafa di Stigliano, il quale «...facendo professione di tenere gran quantità di cavalli onde non solo la sua stalla ma la sua razza fu giudicata la maggiore di tutte nel regno», portò la Cavallerizza al suo massimo splendore.
La Cavallerizza conobbe nuovo splendore con l'avvento della Famiglia Colonna allorquando subentrò Giuliano Colonna (1671 - 1732),   insignito del titolo di principe di Galatro, cambiato in principe di Aliano da Carlo VI d'Asburgo-Austria nel 1715 e decorato poi 1716 del titolo di principe di Stigliano, titolo appartenuto Nicola Filippo Maria de Guzman, morto senza lasciare eredi, sposo di Giovanna Van den Heyden, principessa di Stigliano, che nominò Governatore della Cavallerizza il Nob. U.J.D. D.Giovanni Scardaccione, barone di Cellesse e Terlizzi. Da un ritratto equestre di quest'ultimo, il quale aveva ricevuto dal Principe di Stigliano in dono uno Stallone di nome Saittone, è possibile riscontrare le caratteristiche morfologiche della razza dei cavalli napoletana santarcangiolese.

## Struttura
L'edificio presentava una forma a C, con all'interno vari saloni affrescati, la sala del trono, ed attiguo alle scuderie vi era la carriera ad archi, coperta, lunga più di 200 metri e larga 8, utilizzata per l'allenamento dei cavalli per il dressaggio guerresco.